# Chalepoxenus tarbinskii
Chalepoxenus tarbinskii е вид насекомо от семейство Мравки (Formicidae). Видът е уязвим и сериозно застрашен от изчезване.

## Разпространение
Разпространен е в Киргизстан.